# Diocèse d'Acarigua-Araure
Le diocèse d'Acarigua-Araure (en latin : Diœcesis Acariguaruensis ; en espagnol : Diócesis de Acarigua-Araure) est un diocèse de l'Église catholique au Venezuela, suffragant de l'archidiocèse de Barquisimeto.

## Territoire

Carte des diocèses du Venezuela avec le diocèse d'Acarigua-Araure en rouge

Le diocèse est situé sur une partie de l'État de Portuguesa, l'autre partie de cet état se trouve dans le diocèse de Guanare. Il est suffragant de l'archidiocèse de Barquisimeto et possède un territoire d'une superficie de 5 510 km2 avec 23 paroisses. Le siège épiscopal est à Acarigua où se trouve la cathédrale de Notre Dame de la Corteza (es). L'origine du vocable de cette cathédrale vient de l'apparition d'une image de la Vierge dans l'écorce (corteza en espagnol) d'un arbre qu'une femme mulâtre aurait vu le 11 février 1702.

## Histoire
Le diocèse est érigé le 27 décembre 2002 par le Jean-Paul II avec la bulle pontificale Ad Satius Consulendum  en prenant une partie du territoire du diocèse de Guanare.

## Évêques
- Joaquín José Morón Hidalgo (2002-2013)
  - Ramón Antonio Linares Sandoval (2014-2015) administrateur apostolique
- Juan Carlos Bravo Salazar (2015-2021)
- Gerardo Ernesto Salas Arjona (2022-  )

## Sources
- http://www.catholic-hierarchy.org